# Diecezja skopijska

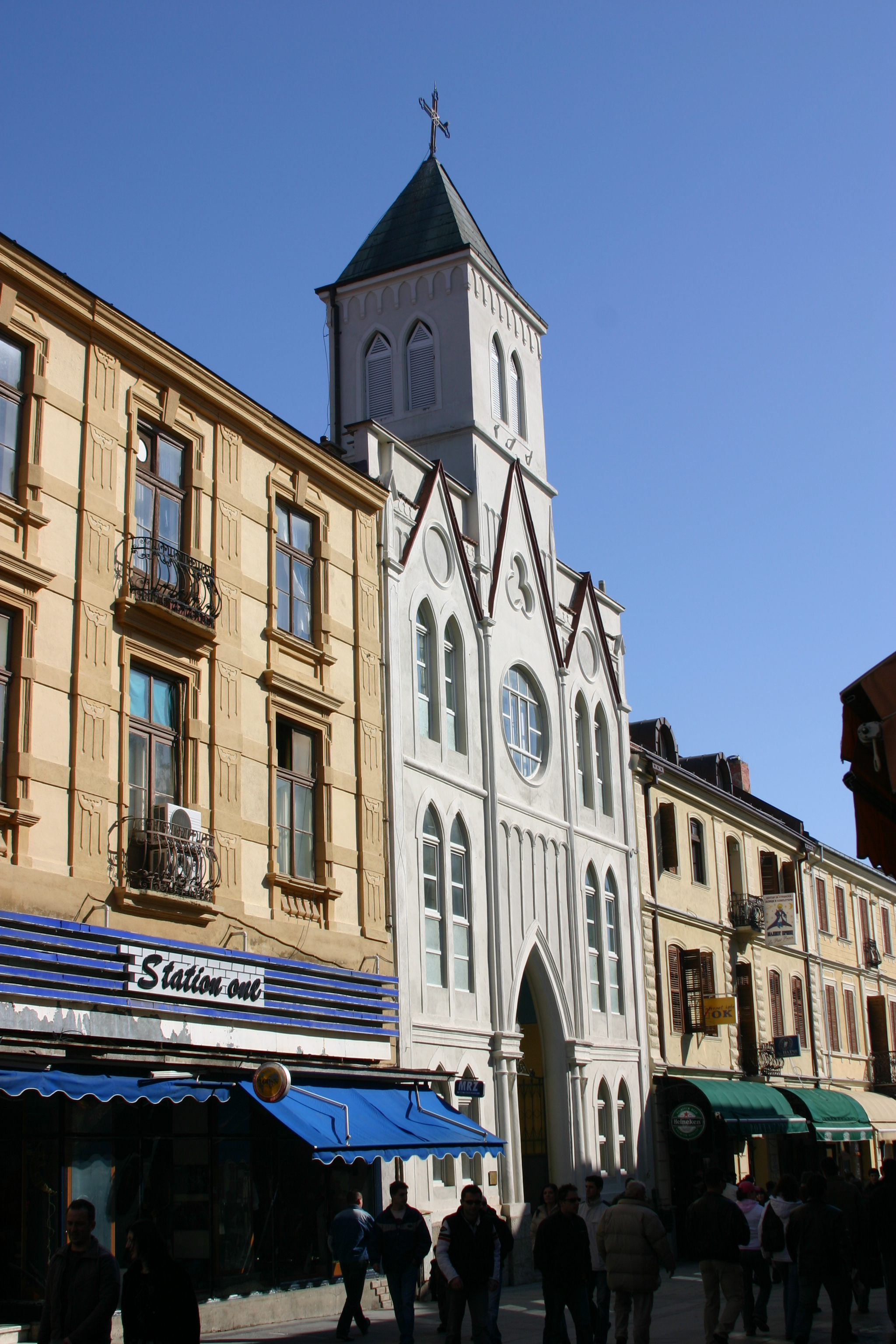
Kościół katolicki w Bitoli

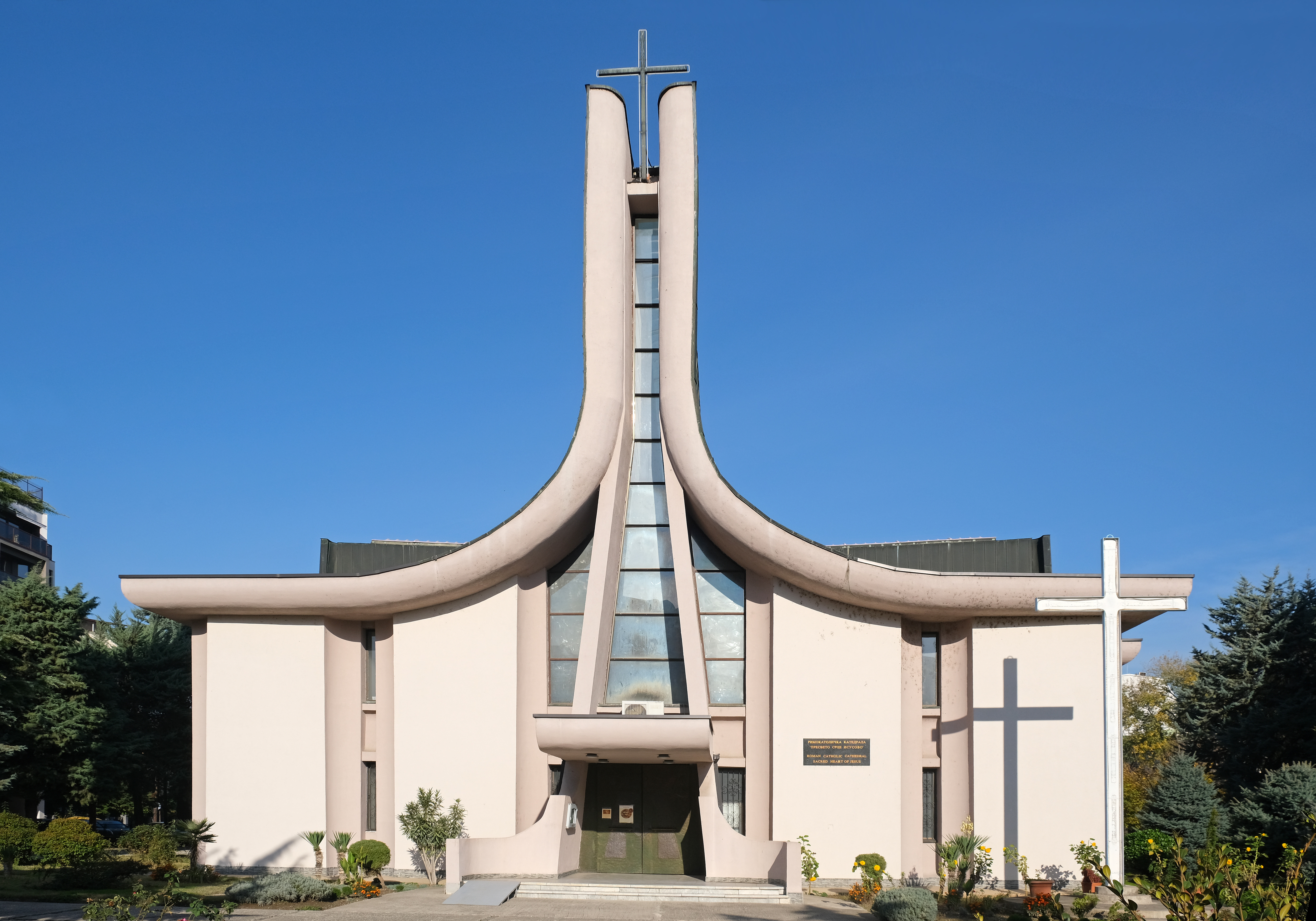
Katedra Najświętszego Serca Pana Jezusa w Skopju

Diecezja skopijska (łac.: Dioecesis Scopiensis, mac.: Скопска бискупија) – katolicka diecezja w Macedonii Północnej, obejmująca swoim zasięgiem cały kraj. Siedziba biskupa znajduje się w Katedrze Najświętszego Serca Pana Jezusa w Skopju.

## Historia
W starożytności obszar dzisiejszej diecezji Skopje wchodził w skład archidiecezji Dardanii, założonej ok. 400 roku. Od samego początku jej istnienia istniała ona bardziej na papierze niż w rzeczywistości, czego dowodzą długi okresy bez ordynariuszy. Swoim zasięgiem obejmowała zachodnią część Bałkanów.
W 1656 roku została ona przekształcona w archidiecezje Skopje, podlegającą bezpośrednio do Stolicy Apostolskiej. Ze względu na nieprzychylne warunki dla szerzenia misji Kościoła katolickiego ze strony Imperium Osmańskiego wielu jej biskupów przebywało poza krajem. Sytuacja ta ustabilizowała się dopiero na przełomie XIX/XX wieku.
29 października 1924 roku papież Pius XI zmienił jej rangę z archidiecezji na diecezję. Od 2 października 1969 roku funkcjonowała pod nazwą diecezji skopijsko-prizreńskiej.
24 maja 2000 roku papież Jan Paweł II wydzielił z jej granic administraturę apostolską Prizrenu dla Albańczyków mieszkających w Kosowie. Tym samym przywrócono macedońskiemu biskupstwu jego poprzednią nazwę, która obowiązuje do dziś, podporządkowując je metropolii sarajewskiej.

## Podział administracyjny
Diecezja skopijska składa się z dwóch parafii, które posiadają swoje filie:
- Parafia Najświętszego Serca Pana Jezusa w Skopju: 
  - Tetowo, Wełes, Sztip, Prilep, Gostiwar
- Parafia w Bitoli: 
  - Ochryda

## Biskupi
- ordynariusz – bp Kiro Stojanow

## Patroni
- św. Klemens z Ochrydy (ok. 840-916) – misjonarz, apostoł Bałkanów